# ناثانيل جي. مور
ناثانيل جي. مور (بالإنجليزية: Nathaniel G. Moore)‏ (15 يوليو 1974)؛ شاعر وروائي كندي.